# Huracán Adolph
El huracán Adolph de la temporada de huracanes del Pacífico de 2001 fue el primero y uno de los dos únicos huracanes del Pacífico oriental en mayo en alcanzar una fuerza de categoría 4 en la escala de huracanes de Saffir-Simpson (EHSS) desde que comenzó el registro en el Pacífico oriental, siendo el otro Amanda de 2014. Adolph fue la primera depresión de la temporada, formándose el 25 de mayo; se convirtió en huracán tres días después. Después de intensificarse rápidamente, Adolph se convirtió en la tormenta más poderosa en términos de vientos máximos sostenidos esta temporada, junto con el huracán Juliette. La tormenta amenazó tierra brevemente antes de disiparse el 1 de junio, luego de pasar por aguas más frías.

## Historia meteorológica
El 7 de mayo de 2001, una onda tropical partió de la costa de África. La ola se movió a través del Océano Atlántico mostrando pocos signos de desarrollo hasta el 18 de mayo, cuando un centro de baja presión comenzó a organizarse a lo largo de la ola sobre Costa Rica y Panamá. La baja ingresó al Océano Pacífico el 22 de mayo y las clasificaciones de Dvorak (estimaciones de intensidad basadas en satélites) comenzaron dos días después. Al principio, el sistema estaba desorganizado, pero la convección se concentró rápidamente cerca del centro, y el 25 de mayo la perturbación se convirtió en la depresión tropical Uno-E mientras se encontraba a unas 250 millas (400 km) al sur-suroeste de Acapulco en México.
La depresión recién formada se movió muy lentamente debido a las débiles corrientes de dirección en lo alto. Moviéndose hacia el este-noreste sobre corrientes de dirección débiles, los modelos de computadora utilizados para predecir el movimiento de la depresión variaron mucho, y uno predijo una eventual llegada a tierra mexicana. Ubicado en condiciones ideales para el desarrollo tropical, el ciclón en desarrollo formó una densa nubosidad central, una gran área de convección profunda. La depresión se intensificó constantemente hasta convertirse en la tormenta tropical Adolph el 26 de mayo a unas 225 millas (362 km) al sur-suroeste de Acapulco. Adolph se encontraba en un entorno de baja cizalladura del viento con temperaturas cálidas en la superficie del mar y, como tal, el Centro Nacional de Huracanes (NHC) pronosticó una intensificación al estado de huracán dentro de dos días. Adolph giró hacia el norte el 27 de mayo, un giro influenciado por la construcción de una cresta de nivel medio hacia el este y sureste, lo que provocó que la tormenta tropical se acercara a México. Una característica de ojo en bandas, un tipo de ojo común en huracanes menores, se hizo evidente en las imágenes de satélite. 
La convección alrededor del ojo se profundizó mientras que el ojo se hizo más pronunciado, yAdolph se elevó a fuerza de huracán el 27 de mayo. El 28 de mayo, el huracán pasó a aproximadamente 165 millas (265 km) de la costa mexicana al día siguiente, su punto más cercano a tierra. Poco después, Adolph giró hacia el oeste bajo la influencia de una dorsal troposférica media. El alto contenido de calor en la parte superior del océano, el buen flujo de salida y la falta de cizalladura vertical permitieron que el huracán comenzara una ráfaga de rápida intensificación, cayendo 1,46 mbar por hora. Mientras reducía su tamaño, Adolph alcanzó su fuerza máxima de 145 mph (230 km/h) el 29 de mayo. Las clasificaciones de Dvorak informaron un número T de 7.0 para Adolph, equivalente a un huracán de categoría 5 de gama baja en la escala de huracanes de Saffir-Simpson. Sin embargo, debido a la falta de datos de la tormenta a través de los cazadores de huracanes, estas medidas de fuerza pueden ser cuestionadas.
Después de alcanzar su punto máximo de intensidad, Adolph se debilitó mientras desaceleraba hacia el oeste debido a un ciclo de reemplazo de la pared del ojo; para el 30 de mayo, los vientos descendieron a 185 km/h (115 mph) cuando la pared del ojo se llenó de nubes y se volvió menos nítida.. La tendencia de debilitamiento continuó a medida que la definición del ojo y la convección oscilaban en la presentación. El 1 de junio, Adolph se deterioró hasta convertirse en una tormenta tropical cuando la convección quedó expuesta desde el centro cada vez más alargado. A medida que la tormenta pasó sobre aguas cada vez más frías y hacia un área de aire estable, el sistema se debilitó más rápidamente y se disipó el 1 de junio, mientras se encontraba a unas 460 millas (740 km) al sur-suroeste de Baja California. Las nubes restantes persistieron durante unos días antes de disiparse por completo.

## Preparaciones e impactos

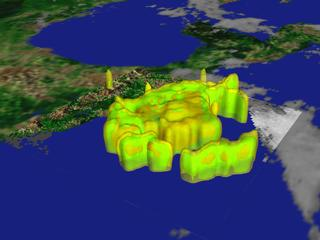
Imagen del satélite TRMM que muestra la distribución de las lluvias en el huracán Adolph

Aunque Adolph nunca llegó a tierra, su acercamiento a la tierra, así como su movimiento lento e impredecible, dieron como resultado la emisión de una advertencia de tormenta tropical y una alerta de huracán para el sur de México en el momento en que el ciclón alcanzó la fuerza de un huracán mayor. Se mencionó la amenaza de fuertes lluvias para zonas desde Puerto Ángel hasta Zihuatanejo cuando Adolph era una depresión y posteriormente desde Acapulco hasta Lázaro Cárdenas. El gobierno de México expresó su preocupación de que la lluvia y las olas de 13 pies (4,0 m) de Adolph afectarían a Oaxaca, Colima, Jalisco, Michoacán y Guerrero. El huracán fue el responsable del cierre de los puertos de Acapulco a las embarcaciones menores.
A pesar de la advertencia de tormenta tropical y los pronósticos de impactos menores, no se informaron vientos con fuerza de tormenta tropical de Adolph en tierra; los únicos vientos con fuerza de tormenta tropical informados fueron proporcionados por un barco llamado Seurat, que registró vientos sostenidos de 45 mph (72 km/h) el 29 de mayo. Fuera de algunos informes de lluvia y fuerte oleaje, no se recibieron informes de víctimas o daños en relación con la tormenta.

## Récords
Cuando Adolph alcanzó la fuerza de categoría 4 el 29 de mayo, se convirtió en el huracán más fuerte que se formó en la cuenca del Pacífico Oriental en mayo, un récord que no se superó hasta que el huracán Amanda de 2014 alcanzó vientos máximos de 155 mph (250 km/h). En ese momento, Adolph también se convirtió en el primer huracán registrado en mayo en alcanzar una fuerza de categoría 4.

### Nombre retirado
- La Organización Meteorológica Mundial (OMM) retiró el nombre Adolph, en medio de la preocupación de que el uso futuro del nombre sería políticamente insensible, debido al exlíder nazi Adolf Hitler. Fue reemplazado por Alvin para la temporada de 2007.